# Pontos Ben-Day

Exemplo de um trabalho com os pontos Ben-Day. No círculo maior, os pontos coloridos usados. No círculo menor, o efeito conseguido com a técnica.

Os Pontos Ben-Day, processo de Ben-Day, retícula Ben-Day ou retícula de ponto duro, constituem um processo gráfico chamado assim em homenagem ao ilustrador e gráfico Benjamin Day. É similar ao pontilhismo, estilo introduzido pelos artistas plásticos.
Embora o processo seja comumente descrito em termos de pontos Ben-Day, outras formas também podem ser utilizadas, como linhas paralelas ou texturas.
Dependendo do efeito que se quer, usando o colorido e ilusões de ótica, pontos pequenos são desenhados nesse processo em espaçamentos curtos ou longos, ou mesmo sobrepostos. Os pontos da cor Magenta, por exemplo, devem ter espaçamentos longos para criarem a cor rosa. Revistas populares e de quadrinhos dos anos de 1950 e 1960 nos Estados Unidos, usaram os pontos Ben-Day nas quatro cores gráficas básicas ou CMYK (Ciano, magenta, amarela e preta) para colorirem com baixo custo as partes sombreadas ou conseguirem cores secundárias tais como o verde, roxo, laranja e tons róseos.
Apesar de serem conhecidas como retículas no Brasil, elas diferem das retículas tradicionais pois nessa segunda forma os pontos são em preto e branco e distribuidos em espaços iguais e em áreas específicas. O processo difere do sistema de meio-tom, no qual os pontos variam continuamente de tamanho para produzir gradações de sombra ou cor, sendo este último frequentemente derivado de fotografias. Os pontos Ben-Day, por outro lado, possuem tamanho e distribuição uniformes em uma área específica, sendo geralmente aplicados em arte linear ou design gráfico.
Para aplicar os pontos em um desenho, o artista deve usar folhas de papel transparente em camadas, disponíveis em papelarias. As folhas fornecidas são fabricadas com uma grande variedade de pontos e espaçamentos, propiciando inúmeras opções de tonalidades para usar em seu trabalho. O material transparente é cortado em pedaços e decalcados nas áreas desejadas, seja nas sombras de fundo ou desenhos frontais. Para as reproduções fotográficas servem como uma moldura para imagens e textos gráficos, com as áreas em pontos Ben-Day providenciando possibilidades de tons de sombreamento a serem usadas nas provas de impressão.

## Princípio
O Ben-Day permite colorir áreas com uma sobreposição de cores primárias mais ou menos tramas (magenta, amarelo, ciano e preto). Um tom com 100% de intensidade não possui trama — é um preenchimento sólido.

Cada área colorida da ilustração é uma sobreposição de valores de tramas (geralmente separadas por um contorno preto), o que dá a sensação de cores chapadas justapostas.

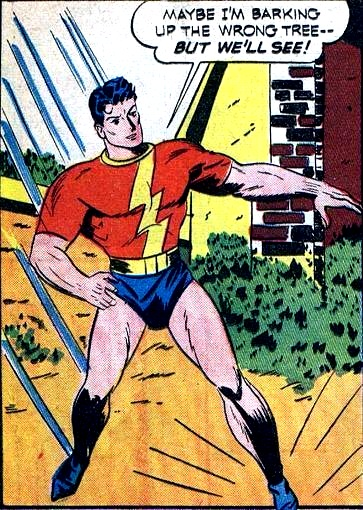
Pontos Ben-Day usados em uma ilustração do Captain Future, criação de Kin Platt.

Um tom reduzido a 50% possui 50% de branco (do papel) e 50% de cor, o que tem o efeito de suavizar a cor. Por efeito óptico, ocorre uma mistura visual entre os pontos da trama e o branco do papel.
Por exemplo, um preto a 50% torna-se cinza; o amarelo e o magenta juntos criam um laranja cuja intensidade depende dos valores da trama: quanto maior o percentual da trama, mais escura a cor; quanto menor, mais clara será.
O Ben-Day pode ser obtido com 1, 2, 3 ou 4 cores.
O Ben-Day permite obter várias nuances de uma mesma cor e tons intermediários entre duas cores. As cores obtidas por esse tipo de mistura tramada com cores primárias diferem das cores Pantone®.
Esse método de fotogravura, sem operação fotográfica, não permite criar degradês ou reproduzir fotografias.
As tramas devem ser orientadas em ângulos diferentes para evitar o efeito  moiré. Também é importante prestar atenção à sobreposição dos percentuais de pontos, cuja soma não deve ultrapassar um certo limite para ser possível imprimir em papel — limite que varia conforme o tipo de suporte (papel couché, jornal etc.). Para contornar esse problema, utiliza-se o retirada sob cores.
Existem catálogos de Ben-Day (impressos em papel couché ou não couché) que, por meio de um sistema de grades (linhas e colunas), permitem visualizar as combinações possíveis de sobreposição de cores primárias com diferentes valores de trama.

### Utilização

Roupa reproduzindo arte de Lichtenstein.

O Ben-Day foi amplamente usado durante o século XX para facilitar a aplicação de cores em impressões em quadrichromia. O designer ou ilustrador entregava ao fotogravador o desenho base, geralmente em preto, e indicava num papel vegetal ou em filmes separados as diversas cores que desejava aplicar em cada parte do desenho. Conforme o caso, ele podia indicar os códigos de cor e os valores de trama desejados, ou simplesmente entregar um modelo ao impressor, que escolhia por conta própria as cores base e as tramas.
Essa técnica foi amplamente utilizada em histórias em quadrinhos coloridos, especialmente na metade do século XX, como uma forma econômica de criar sombreamentos e cores secundárias. Os comic books estadunidenses do século XX empregavam esse processo de impressão em quadricromia, no qual as cores primárias (magenta, amarelo, ciano e preto) eram aplicadas em tramas sobrepostas para gerar tons variados — como verde, roxo, laranja e os indispensáveis tons de pele.
No Brasil, raramente as editoras brasileiras aplicavam os pontos nas publicações, sendo a EBAL uma das exceções mais notáveis.
Os Pontos Ben-Day foram considerados a marca-registrada do artista americano Roy Lichtenstein, um dos principais expoentes da pop art. Lichtenstein incorporou elementos dos quadrinhos em sua obra, que os aumentava e exagerava em muitas de suas pinturas e esculturas, especialmente na sua interpretação das revistas em quadrinhos e de ilustrações contemporâneas. Outros ilustradores e design gráficos usaram muito os Pontos Ben-Day para conseguirem efeitos similares em diferentes mídias.
Atualmente os pontos não são mais usados nos comics estadunidenses, as revistas que eram impressas com os pontos passaram a usar coloração digital chapada utilizada inicialmente pela Image Comics.
Tramas de pontos semelhantes também são amplamente usadas na indústria do mangá.
Antes da era digital, os designers podiam simular o efeito Ben-Day em maquetes ou desenhos técnicos (como plantas arquitetônicas) utilizando folhas de trama aplicadas por fricção a seco (vendidas comercialmente).
Hoje em dia, os Ben-Day ainda são utilizados e os softwares de editoração permitem criá-los com facilidade. Se o monitor não estiver calibrado, é recomendável validar o resultado final por meio de um teste de controle.
A trilogia animada Spider-Verse (2018–2024) emprega uma variedade de estilos visuais, incluindo ilustrações com pontos Ben-Day visíveis, reforçando a estética dos quadrinhos.